# Lista odcinków serialu Człowiek z Wysokiego Zamku
Poniżej znajduje się lista odcinków serialu telewizyjnego Człowiek z Wysokiego Zamku – emitowanego przez amerykańską  platformę Amazon Prime Video od 15 stycznia 2015 roku. Natomiast w Polsce miał swoją premierę 14 grudnia 2016 roku również na tej platformie.

## Przegląd sezonów
| Sezon | Sezon | Odcinki | Oryginalna emisja Amazon Prime Video | Oryginalna emisja Amazon Prime Video | Oryginalna emisja Amazon Prime Video | Oryginalna emisja Amazon Prime Video | Oryginalna emisja Amazon Prime Video |
| Sezon | Sezon | Odcinki | Premiera sezonu                      | Finał sezonu                         | Premiera sezonu                      | Finał sezonu                         |                                      |
| ----- | ----- | ------- | ------------------------------------ | ------------------------------------ | ------------------------------------ | ------------------------------------ | ------------------------------------ |
|       | 1     | 10      | 15 stycznia 2015                     | 20 listopada 2015                    | 14 grudnia 2016                      | 14 grudnia 2016                      |                                      |
|       | 2     | 10      | 16 grudnia 2016                      | 16 grudnia 2016                      | 16 grudnia 2016                      | 16 grudnia 2016                      |                                      |
|       | 3     | 10      | 5 października 2018                  | 5 października 2018                  | 5 października 2018                  | 5 października 2018                  |                                      |
|       | 4     | 10      | 15 listopada 2019                    | 15 listopada 2019                    | 15 listopada 2019                    | 15 listopada 2019                    |                                      |

## Sezon 1 (2015)
| Nr | #  | Tytuł                 | Reżyseria        | Scenariusz                    | Premiera Amazon Prime Video | Premiera Amazon Prime Video |
| -- | -- | --------------------- | ---------------- | ----------------------------- | --------------------------- | --------------------------- |
| 1  | 1  | The New World         | David Semel      | Frank Spotnitz                | 15 stycznia 2015            | 14 grudnia 2016             |
| 2  | 2  | Sunrise               | Daniel Percival  | Frank Spotnitz                | 23 października 2015        | 14 grudnia 2016             |
| 3  | 3  | The Illustrated Woman | Ken Olin         | Thomas Schnauz, Evan Wright   | 20 listopada 2015           | 14 grudnia 2016             |
| 4  | 4  | Revelations           | Michael Rymer    | Thomas Schnauz, Jace Richdale | 20 listopada 2015           | 14 grudnia 2016             |
| 5  | 5  | The New Normal        | Bryan Spicer     | Rob Williams                  | 20 listopada 2015           | 14 grudnia 2016             |
| 6  | 6  | Three Monkeys         | Nelson McCormick | Rob Williams                  | 20 listopada 2015           | 14 grudnia 2016             |
| 7  | 7  | Truth                 | Brad Anderson    | Emma Frost                    | 20 listopada 2015           | 14 grudnia 2016             |
| 8  | 8  | End of the World      | Karyn Kusama     | Walon Green                   | 20 listopada 2015           | 14 grudnia 2016             |
| 9  | 9  | Kindness              | Michael Slovis   | Jace Richdale                 | 20 listopada 2015           | 14 grudnia 2016             |
| 10 | 10 | A Way Out             | Daniel Percival  | Rob Williams                  | 20 listopada 2015           | 14 grudnia 2016             |

## Sezon 2 (2016)
| Nr | #  | Tytuł                  | Reżyseria       | Scenariusz                  | Premiera Amazon Prime Video | Premiera Amazon Prime Video |
| -- | -- | ---------------------- | --------------- | --------------------------- | --------------------------- | --------------------------- |
| 11 | 1  | The Tiger’s Cave       | Daniel Percival | Frank Spotnitz              | 16 grudnia 2016             | 16 grudnia 2016             |
| 12 | 2  | The Road Less Traveled | Colin Bucksey   | Rob Williams                | 16 grudnia 2016             | 16 grudnia 2016             |
| 13 | 3  | Travelers              | Daniel Sackheim | Erik Oleson                 | 16 grudnia 2016             | 16 grudnia 2016             |
| 14 | 4  | Escalation             | David Petrarca  | Wesley Strick               | 16 grudnia 2016             | 16 grudnia 2016             |
| 15 | 5  | Duck and Cover         | John Fawcett    | Erik Oleson, Rick Cleveland | 16 grudnia 2016             | 16 grudnia 2016             |
| 16 | 6  | Kintsugi               | Paul Holahan    | Francesca Gardiner          | 16 grudnia 2016             | 16 grudnia 2016             |
| 17 | 7  | Land O' Smiles         | Karyn Kusama    | Rob Williams                | 16 grudnia 2016             | 16 grudnia 2016             |
| 18 | 8  | Loose Lips             | Alex Zakrzewski | Rick Cleveland              | 16 grudnia 2016             | 16 grudnia 2016             |
| 19 | 9  | Detonation             | Chris Long      | Wesley Strick               | 16 grudnia 2016             | 16 grudnia 2016             |
| 20 | 10 | Fallout                | Daniel Percival | Erik Oleson                 | 16 grudnia 2016             | 16 grudnia 2016             |

## Sezon 3 (2018)
| Nr | #  | Tytuł                                 | Reżyseria          | Scenariusz                     | Premiera Amazon Prime Video | Premiera Amazon Prime Video |
| -- | -- | ------------------------------------- | ------------------ | ------------------------------ | --------------------------- | --------------------------- |
| 21 | 1  | Now More Than Ever, We Care About You | Daniel Percival    | Wesley Strick                  | 5 października 2018         | 5 października 2018         |
| 22 | 2  | Imagine Manchuria                     | Alex Zakrzewski    | Eric Overmyer                  | 5 października 2018         | 5 października 2018         |
| 23 | 3  | Sensô Kôi                             | Ernest Dickerson   | Chris Collins                  | 5 października 2018         | 5 października 2018         |
| 24 | 4  | Sabra                                 | John Fawcett       | Eric Simonson                  | 5 października 2018         | 5 października 2018         |
| 25 | 5  | The New Colossus                      | Daniel Percival    | Wesley Strick                  | 5 października 2018         | 5 października 2018         |
| 26 | 6  | History Ends                          | Meera Menon        | Elizabeth Benjamin, Kalen Egan | 5 października 2018         | 5 października 2018         |
| 27 | 7  | Excess Animus                         | Steph Green        | Dre Ryan                       | 5 października 2018         | 5 października 2018         |
| 28 | 8  | Kasumi (Through the Mists)            | Jennifer Getzinger | William N. Fordes              | 5 października 2018         | 5 października 2018         |
| 29 | 9  | Baku                                  | Deborah Chow       | Chris Collins, Chris Wu        | 5 października 2018         | 5 października 2018         |
| 30 | 10 | Jahr Null                             | Daniel Percival    | Eric Overmyer, Wesley Strick   | 5 października 2018         | 5 października 2018         |